# Murmansk oblast
Murmansk oblast (russisk: Му́рманская о́бласть, tr. Múrmanskaja óblast) er en af 46 oblaster i Den Russiske Føderation. Oblasten har et areal på 144.902 km² og 762.173(2016) indbyggere. Murmansk oblasts administrative center er placeret i Murmansk by. Oblasten blev etableret den 26. maj 1938.

## Geografi
Murmansk oblast består hovedsageligt af Kolahalvøen og er en del af det større Lapland, der strækker sig over flere stater. Murmansk oblast ligger nord for polarcirklen, men langs havet gør Golfstrømmen klimaet mildt, så at havet forbliver isfrit og sejlbart hele året. Om sommeren er der midnatssol. Landskabet består hovedsageligt af tundra og er bjergrigt. De største bjerge er Khibiny, op til 1200 moh., der er et yndet skisportssted for skientusiaster.
I fortiden var hele Kolahalvøen dækket af indlandsis, som, da den smeltede, efterlod store revner i jorden, som nu er blevet til talrige floder. Langs grænsen til Norge løber Pasvikelven, den længste flod i oblasten er Ponoj (426 km). Andre længre floder er Varzuga (254 km), Voronja (155 km), Umba (123 km), Kola (83 km), Tuloma (64 km), Niva (36 km). Den største sø i oblasten er Imandra (876 km²), andre større søer er Umbosero (422 km²) og Lovozero (200 km²). Forskellige vandkraftværker genererede i 2000 3 milliarder kilowatt.

### Grænser
Mod vest grænser Murmansk oblast op mod Finland og Norge, mod nord Barentshavet, mod øst Hvidehavet og mod syd den russiske Republikken Karelija.

### Mineraler
Der findes store apatit- og jernforekomster, og omkring 10 % af hele Ruslands jernbehov dækkes fra miner i Murmansk oblast. Omkring søen Lovozero findes forekomster af uran, der findes store forekomster af tørv og træ i området.
I Barentshavet findes Sjtokman-feltet, der er verdens største gasforekomst til havs. Ifølge Gazproms vurdering indeholder gasfeltet 3,94 billioner kubikmeter. Udvindingen er endnu ikke igangsat. Derudover findes også olieboringer i havet.

## Demografi
Ifølge folketællingerne i 2002 og 2010 var der en samlet befolkning på 892.534, henholdsvis 795.409 indbyggere. Således faldt befolkningen i de otte år med 97.125 personer (-10,88%). I 2002 var 92% (823.215) byboere, og 7,8% (69.319) boede på landet. Befolkningssammensætningen var 48,8% (435.135) mænd og 51,2% (457.399) kvinder. Gennemsnitsalderen i 2002 var 34,4 år.
Befolkningen var hovedsageligt etniske russere med en række mindre etniciteter med nedenstående fordeling:
| Nationalitet    | Folketælling 1989 | %      | Folketælling 2002 | %      | Folketælling 2010 | %      |
| --------------- | ----------------- | ------ | ----------------- | ------ | ----------------- | ------ |
| Russere         | 965.727           | 84,21  | 760.862           | 85,25  | 642.310           | 80,75  |
| Ukrainere       | 105.079           | 9,16   | 56.845            | 6,37   | 34.268            | 4,31   |
| Hviderussere    | 38.794            | 3,38   | 20.335            | 2,28   | 12.050            | 1,51   |
| Tatarer         | 11.459            | 1,00   | 7.944             | 0,89   | 5.624             | 0,71   |
| Aserbajdsjanere | 2.695             | 0,24   | 4.614             | 0,52   | 3.841             | 0,48   |
| Tjuvasjere      | 3.865             | 0,34   | 2.759             | 0,31   | 1.782             | 0,22   |
| Komier          | 2.167             | 0,19   | 2.177             | 0,24   | 1.649             | 0,21   |
| Mordvinere      | 4.214             | 0,37   | 2.479             | 0,28   | 1.625             | 0,20   |
| Armeniere       | 1.521             | 0,13   | 1.954             | 0,22   | 1.618             | 0,20   |
| Samer           | 1.615             | 0,14   | 1.769             | 0,20   | 1.599             | 0,20   |
| Karelere        | 3.505             | 0,31   | 2.203             | 0,25   | 1.376             | 0,17   |
| Tyskere         | 1.454             | 0,13   | 1.211             | 0,14   | 725               | 0,09   |
| Finner          | 590               | 0,05   | 426               | 0,05   | 273               | 0,03   |
| I alt           | 1.146.757         | 100,00 | 892.534           | 100,00 | 795.409           | 100,00 |

Bemærkning: Andele angiver af den samlede befolkning, herunder de som ikke har angivet noget nationalt tilhørsforhold (i 2002 10.679 personer, i 2010 73.484 personer)

## Administrativ inddeling

### Byer
Murmansk, der samtidig er administrativt centrum for Murmansk oblast, er langt den største by i regionen. Derudover er der 24 byer med over 5.000 indbyggere: